# Коппер-Сіті (Мічиган)
Коппер-Сіті (англ. Copper City) — селище (англ. village) в США, в окрузі Гаутон штату Мічиган. Населення — 187 осіб (2020).

## Географія
Коппер-Сіті розташований за координатами 47°17′3″ пн. ш. 88°23′15″ зх. д. / 47.28417° пн. ш. 88.38750° зх. д. (47.284199, -88.387549).  За даними Бюро перепису населення США в 2010 році селище мало площу 0,22 км², уся площа — суходіл.

## Демографія
Згідно з переписом 2010 року, у селищі мешкало 190 осіб у 80 домогосподарствах у складі 54 родин. Густота населення становила 871 особа/км².  Було 112 помешкання (513/км²).
Расовий склад населення:
| - 97,4 % — білих |

До двох чи більше рас належало 2,6 %. Частка іспаномовних становила 0,5 % від усіх жителів.
За віковим діапазоном населення розподілялося таким чином: 26,8 % — особи молодші 18 років, 55,3 % — особи у віці 18—64 років, 17,9 % — особи у віці 65 років та старші. Медіана віку мешканця становила 43,0 року. На 100 осіб жіночої статі у селищі припадало 100,0 чоловіків;  на 100 жінок у віці від 18 років та старших — 98,6 чоловіків також старших 18 років.
Середній дохід на одне домашнє господарство  становив 31 925 доларів США (медіана — 36 250), а середній дохід на одну сім'ю — 35 410 доларів (медіана — 40 893). За межею бідності перебувало 27,9 % осіб, у тому числі 24,6 % дітей у віці до 18 років та 0,0 % осіб у віці 65 років та старших.
Цивільне працевлаштоване населення становило 80 осіб. Основні галузі зайнятості: освіта, охорона здоров'я та соціальна допомога — 20,0 %, роздрібна торгівля — 15,0 %, виробництво — 15,0 %.